# La Colilla
La Colilla ist ein Ort und eine zentralspanische Gemeinde (municipio) mit 375 Einwohnern (Stand: 2024) in der Provinz Ávila in der Autonomen Region Kastilien-León.

## Lage
La Colilla befindet sich in den nördlichen Ausläufern der Sierra de Gredos gut sechs Kilometer westlich von Ávila in einer Höhe von 1130 m. Das Klima im Winter ist kühl, im Sommer dagegen trotz der Höhenlage durchaus warm; die geringen Niederschlagsmengen (ca. 532 mm/Jahr) fallen – mit Ausnahme der nahezu regenlosen Sommermonate – verteilt übers ganze Jahr.

## Bevölkerungsentwicklung
| Jahr      | 1970 | 1981 | 1991 | 2001 | 2011 | 2021 |
| Einwohner | 344  | 273  | 204  | 259  | 342  | 341  |

## Sehenswürdigkeiten

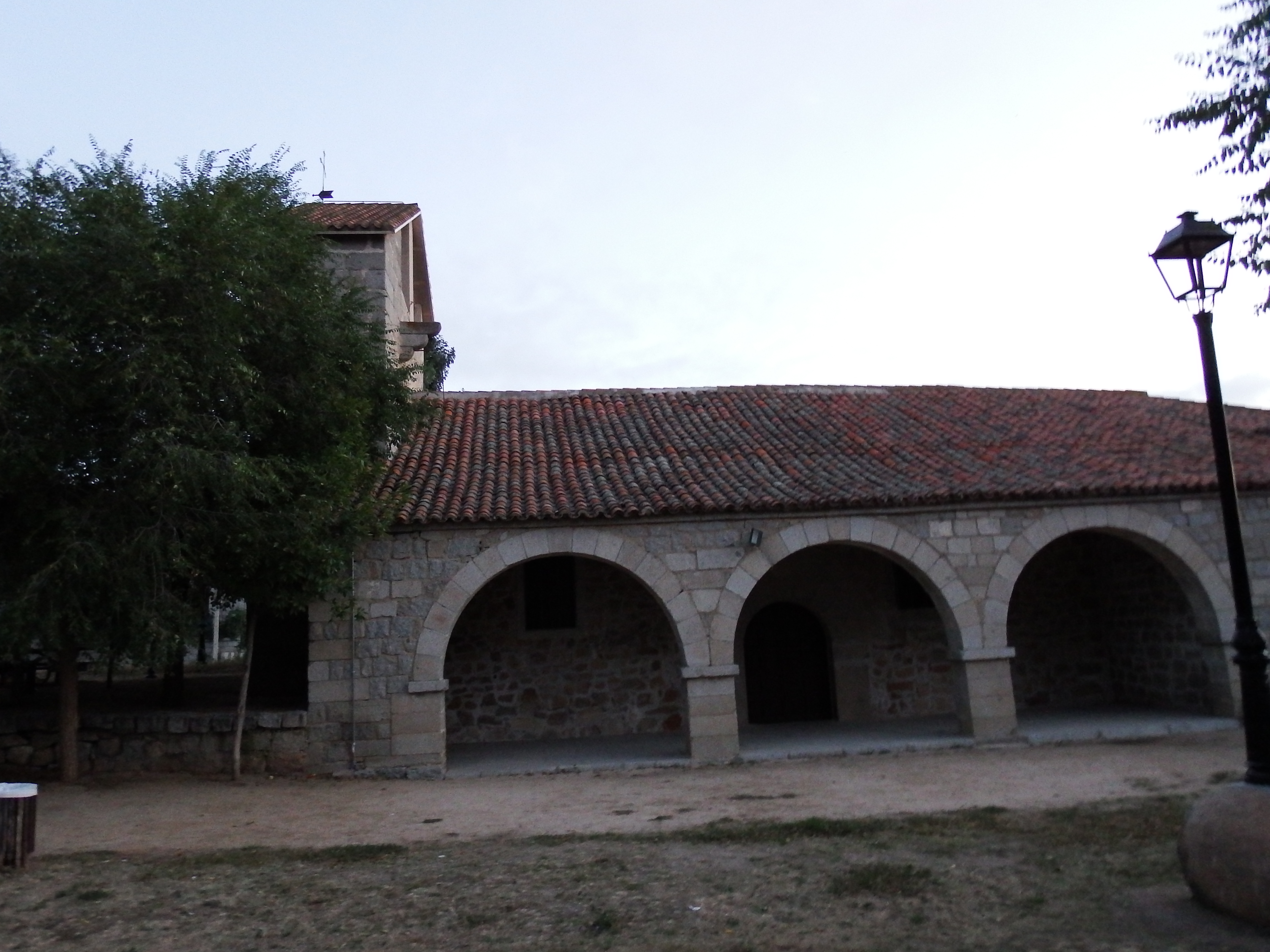
Kirche Mariä Himmelfahrt
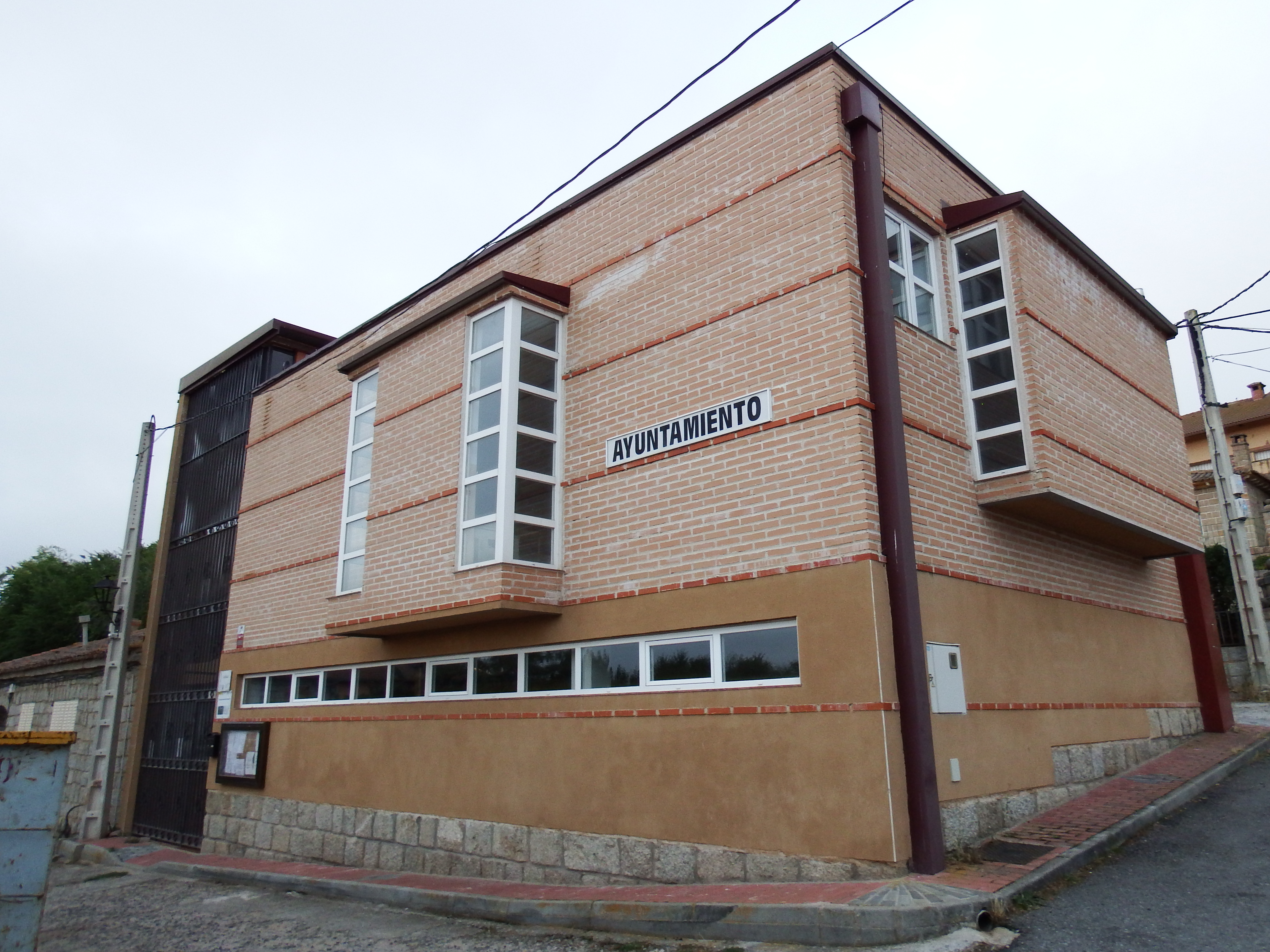
Rathaus

- Kirche Mariä Himmelfahrt
- Rathaus